# Boea
Boea es un género  de plantas fanerógamas perteneciente a la familia Gesneriaceae. Comprende 53 especies descritas y de estas, solo 17 aceptadas. Es originario de Australia, China, E India, Malasia, Birmania, Filipinas, Polinesia, Vietnam.

## Descripción
Son plantas herbáceas, a veces, con base leñosa. Las hojas opuestas en espiral, con indumento de largos pelos simpres eglandulares. La inflorescencias en cimas con pocas a muchas flores. Sépalos libres. Corola de color blanco, azul o violeta, campanulada o con corto tubo. El fruto en forma de cápsula. Tiene un número de cromosomas de : 2n = 16, 32.

## Taxonomía
El género fue descrito por Comm.  ex Lam.   y publicado en Encyclopédie Méthodique, Botanique 1: 401. 1785.
Etimología
Boea: nombre genérico otorgado en honor de M.le Beau, cuñado de Philibert Commerson, quien fue el primero en recolectar las especies de Boea.

## Especies aceptadas
A continuación se brinda un listado de las especies del género Boea aceptadas hasta abril de 2014, ordenadas alfabéticamente. Para cada una se indica el nombre binomial seguido del autor, abreviado según las convenciones y usos.
- Boea clarkeana Hemsl.
- Boea dennisii B.L.Burtt
- Boea densihispidula S.B.Zhou & X.H.Guo
- Boea geoffrayi Pellegr.
- Boea hemsleyana B.L.Burtt
- Boea hians Burkill
- Boea hygrometrica (Bunge) R.Br.
- Boea hygroscopica F.Muell.
- Boea kinnearii (F.Muell.) B.L.Burtt
- Boea lawesii H.O.Forbes
- Boea magellanica Lam.
- Boea minutiflora Ridl.
- Boea mollis Schltr.
- Boea philippensis C.B.Clarke
- Boea rosselensis B.L.Burtt
- Boea urvillei C.B.Clarke
- Boea wallichii R.Br.